# 유영재 (1963년)
유영재(1963년 11월 13일 ~ )은 대한민국의 아나운서이자 방송인이다.

## 방송
- 2012년 ~ 2019년 SBS 러브FM 유영재의 가요쇼
- 2022년 ~2024 경인방송 유영재의 라디오쇼

## 기타
- 2000~2001방송CBS 라디오 유영재의 가요 속으로

## 도서
- 영재의 감성사전